# Jens Bergensten
Jens Peder Bergensten (Suecia; 18 de mayo de 1979) es un diseñador de videojuegos sueco. Desde diciembre de 2010, ha trabajado para la desarrolladora de juegos Mojang AB como programador y diseñador de juegos. Se convirtió en el principal diseñador y desarrollador del popular juego indie sandbox, Minecraft, después de que el creador del videojuego renunciara a los cargos en diciembre de 2011.

## Biografía
Bergensten comenzó programando sus primeros juegos a los 11 años usando BASIC y Turbo Pascal. A los 21 años, él era diseñador de mapas y mods para el videojuego de disparos en primera persona Quake III Arena. Más tarde trabajó como programador de C++ para el desarrollador de juegos Korkeken Interactive Studio que se declaró en quiebra y se convirtió en Oblivion Entertainment. Durante ese tiempo, él desarrolló el juego de rol en línea Whispers in Akarra que fue anulado debido al desinterés de los consumidores.
Después de la bancarrota de Oblivion, Bergensten se mudó a Malmö y obtuvo una maestría en ciencias de la computación en 2008. Durante sus estudios fundó la compañía de desarrollo de juegos indie, Oxeye Game Studio, junto con Daniel Brynolf y Pontus Hammarber. El estudio se hizo conocido por el videojuego de plataformas Cobalt y el videojuego de estrategia en tiempo real Harvest: Massive Encounter.
Hasta el 24 de noviembre de 2010, Bergensten trabajó para la comunidad de conocimiento en línea, Planeto.
El 11 de mayo de 2013 Jens se casó con Jenny Bergensten (nombre de soltera Thornell).

### Mojang
Bergensten fue contratado originalmente como desarrollador backend de Mojang para el juego Scrolls, pero comenzó a programar partes más y más importantes de Minecraft hasta que él se hizo cargo de su desarrollo por completo el 1 de diciembre de 2011, después de que Markus Persson renunciara a este cargo. Bergensten fue parte del equipo que desarrolló Catacomb Snatch como parte del evento de Humble Bundle Mojam, donde los desarrolladores de juegos pueden crear un juego desde cero en 60 horas.

## Juegos
- Harvest: Massive Encounter (2008), estrategia en tiempo real
- Minecraft (2011), juego sandbox de supervivencia
- Cobalt (por anunciarse), juego de plataformas